# Frank Bidart
Pour les articles homonymes, voir Bidart (homonymie).
Frank Bidart, né le 27 mai 1939  à Bakersfield (Californie) en Californie, est un poète et un professeur d'université américain. Il vit à Cambridge, dans l'état du Massachusetts, où il enseigne la littérature anglaise au Wellesley College depuis 1972. Frank Bidart a été élu Chancelier de l'Academy of American Poets en 2003, il est également membre de l'American Academy of Arts & Sciences,.

## Biographie
Frank Bidart envisage sa vocation de poète lorsqu'en 1957, après ses études secondaires au Garces Memorial High School de Bakersfield, il fait ses études à l'Université de Californie à Riverside, là, il y découvre les œuvres de T.S. Eliot et d'Ezra Pound.  Son amour de la poésie se confirme lorsqu'il poursuit ses études à Harvard, et rencontre Robert Lowell, Elizabeth Bishop et Reuben Brower  avec lesquels il travaillera.
En 1973, Frank Bidart publie son premier recueil de poésie Golden Gate, inspiré par l'expérience la plus intime de la culpabilité. Ses poèmes sont souvent de longs monologues dramatiques, il reprendra les vies de Herbert White, Ellen West, et de Vaslav Nijinsky. comme support de son inspiration. Frank Bidart parle ouvertement de son homosexualité dans ses divers poèmes,.

## Œuvres
Ses œuvres ne sont pas encore traduites en français.
- Golden State, éd. George Braziller, 1973.
- The Book of the Body, éd. Farrar, Straus & Giroux, 1977,
- The sacrifice, éd. Vintage Books, 1983,
- In the Western Night: Collected Poems 1965–90, éd. Farrar, Straus and Giroux, 1991,
- Desire, éd. Carcanet Press Ltd, 1998[11]
- Music Like Dirt, éd. Sarabande Books, 2002,
- Star Dust, éd. Farrar, Straus and Giroux, 2006,
- Watching the Spring Festival, éd.Farrar, Straus and Giroux, 2009[12],[13],
- Metaphysical Dog, éd. Farrar, Straus and Giroux, 2014[14]
- Half-light: Collected Poems 1965-2016, éd. Farrar, Straus and Giroux, 2017[15]

## Prix et distinctions
- 2007, le prix  Bollingen Prize, mention poésie américaine.
- 2013, le National Book Critics Circle Award mention poésie pour Metaphysical Dog[16],[17],
- 2014, le PEN/Voelcker Award for Poetry[18],
- 2017, le Griffin Poetry Prize Lifetime Recognition Award,
- 2018, le Prix Pulitzer de la poésie pour Half-light: Collected Poems 1965-2016